# Национальная медаль Признательности жертвам терроризма
Национальная медаль Признательности жертвам терроризма (фр. Médaille nationale de reconnaissance aux victimes du terrorisme) — гражданская и военная награда Франции, учреждённая указом №  2016-949 от 12 июля 2016 года, вступившего в силу 1 января 2017 года.
Награждение имеет обратную силу действия до 1 января 1974 года. Медаль может запросить жертва террористического акта или, в случае её гибели, её семья. Медалью может быть награждён и француз и иностранец, в том числе несовершеннолетний.
Награда вдохновлена аналогичным орденом Испании, учреждённым 8 октября 1999 года.

## Условия награждения
Награда может быть присвоена:
- гражданину Франции, убитому, раненому или похищенному во время террористических актов, совершённых на территории страны или за рубежом;
- иностранцу, убитому, раненому или похищенному во время террористических актов, совершенных на национальной территории или за рубежом, при условии, если он направлен против Франции.

Медаль может вручить президент, премьер-министр, член правительства, великий канцлер Почётного легиона, префекты и послы, а также члены органов власти, назначенные премьер-министром.
Может быть вручена посмертно, а затем либо приколота к гробу погибшего, либо передана его семье. Знаки предоставляются государством.

## Описание награды
На аверсе изображен цветок с пятью лепестками, обрамлёнными белыми полосами (цвет ленты) и пятью оливковыми ветвями, символизирующими ценность мира в республике. В центре серебряная медаль с синей каймой с надписью «RÉPUBLIQUE FRANÇAISE», а в центре — статуя Республики в Париже.
Реверс такой же как и аверс, но на синей окантовке девиз «LIBERTÉ – ÉGALITÉ – FRATERNITÉ» («свобода – равенство – братство»), а в центре – два скрещённых французских флага.